# Musée archéologique de Brauron
Le musée archéologique de Brauron est un musée grec situé à proximité du site archéologique du sanctuaire de Brauron, en Attique.
Le musée, construit à partir de 1962, a ouvert en 1969. Le bâtiment a été modernisé et réorganisé entre 2007 et 2009.

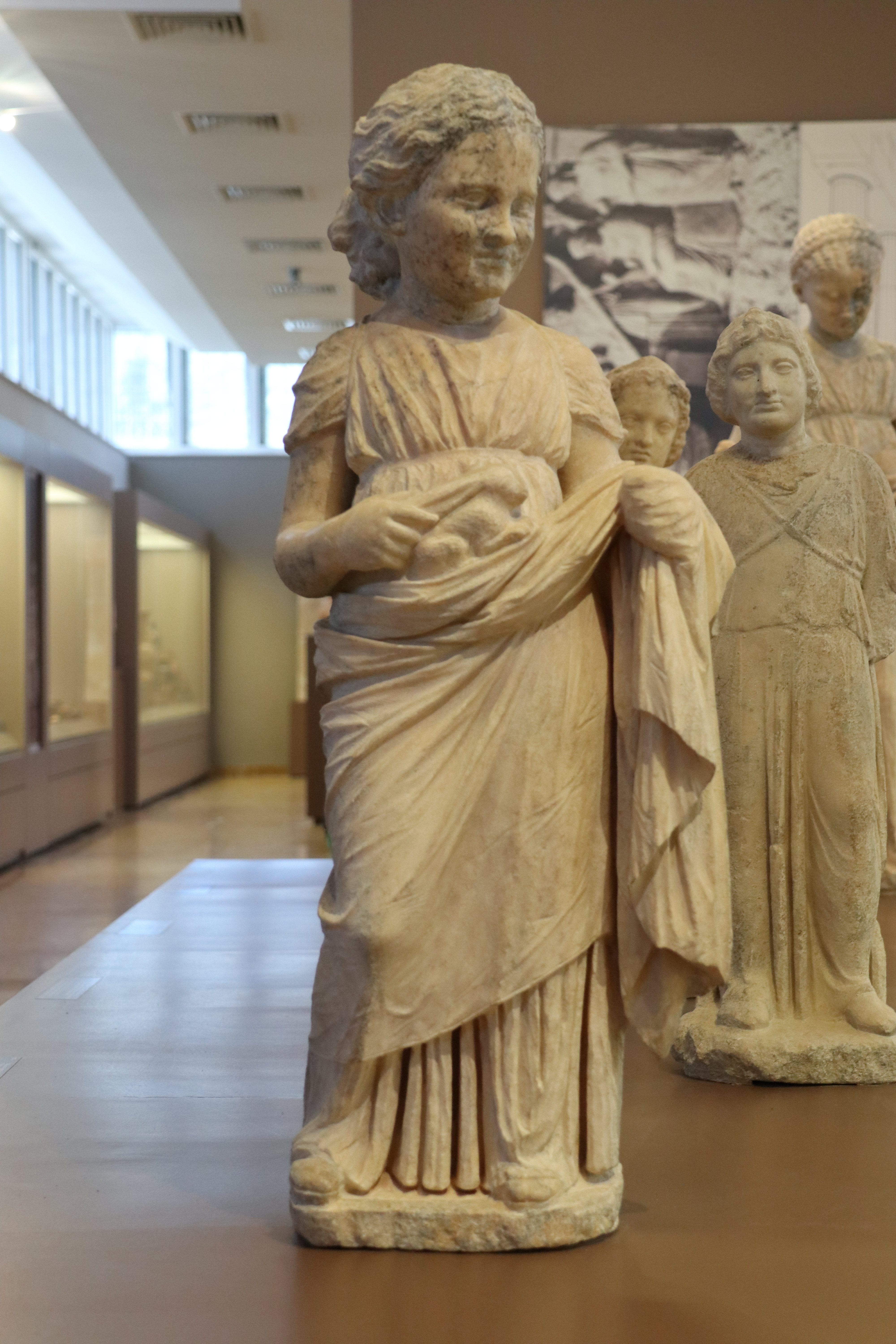
Salle de la procession des petites ourses : statue d'une petite fille en chitôn et himation, tenant un lièvre (vers -320).

## Collections
Le musée conserve des objets provenant du site archéologique du sanctuaire d'Artémis Brauronia et d'autres lieux de la région de Mésogée, illustrant son histoire, ses traditions et sa richesse monumentale. L'exposition est répartie entre une antichambre, cinq salles et un patio. Le musée dispose par ailleurs d'ateliers d'entretien des objets.

Les salles d’exposition
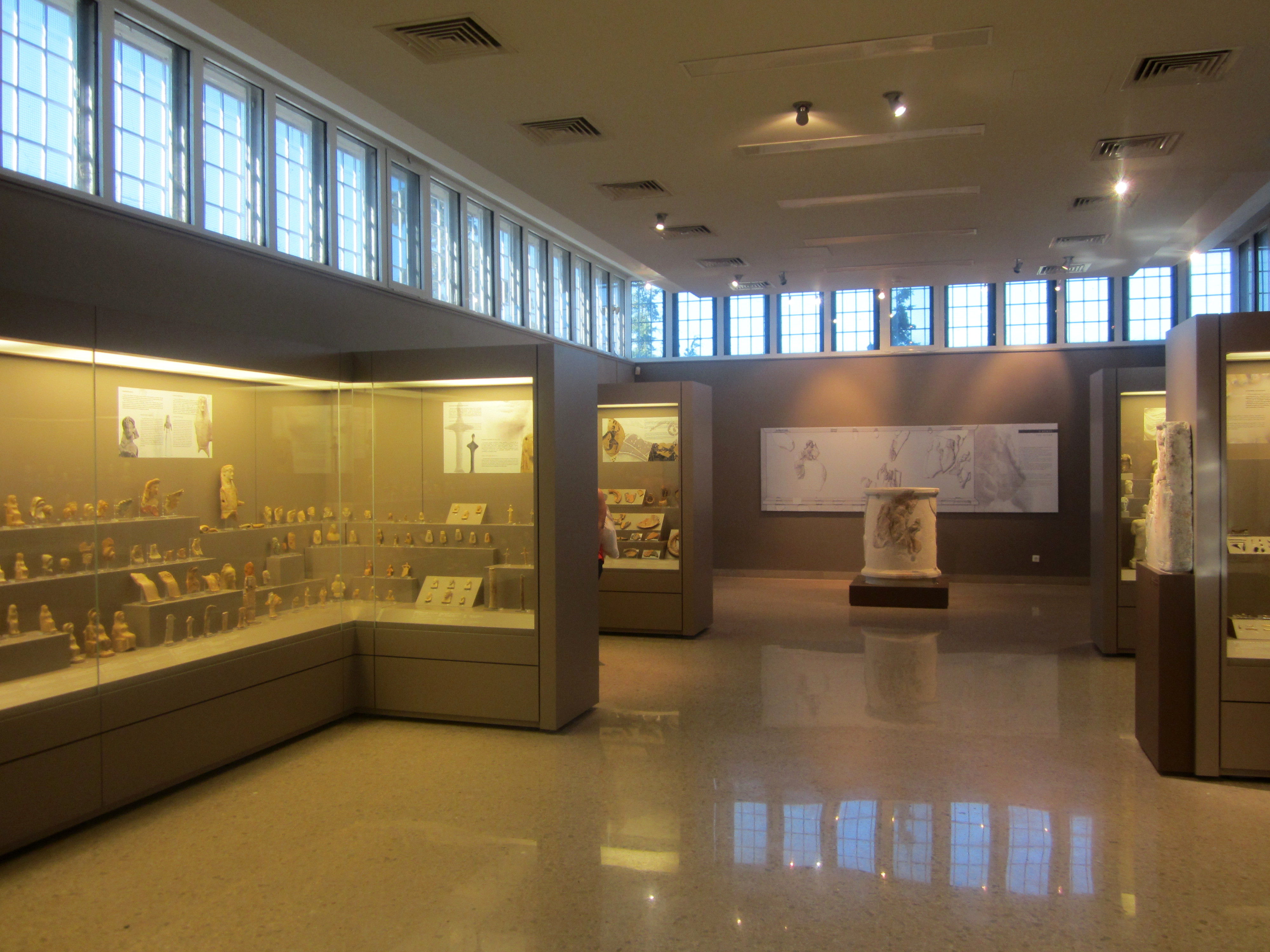
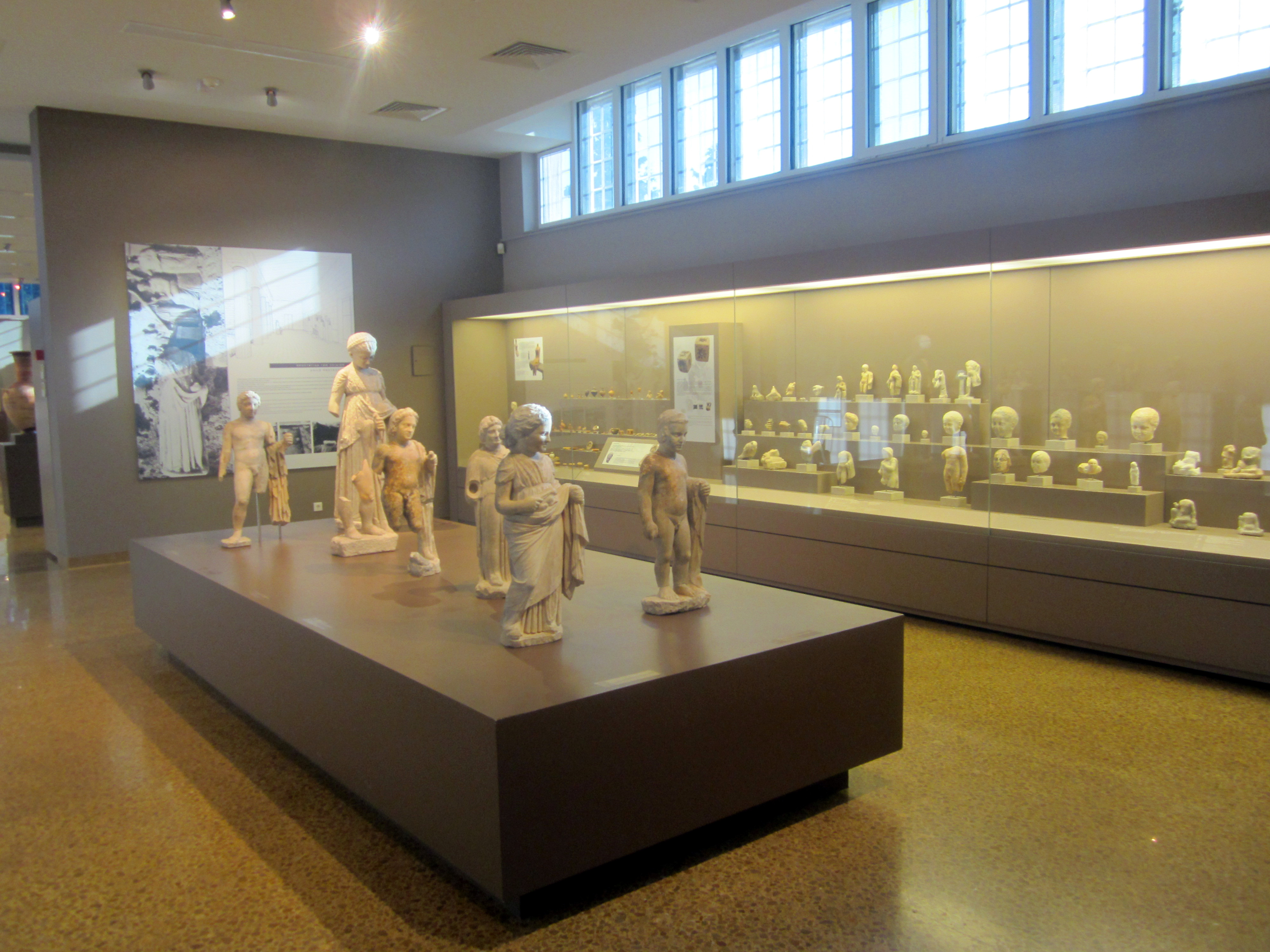

### Antichambre
L'antichambre du musée présente l'histoire des fouilles dans la région et la restauration de la stoa du sanctuaire d'Artémis.

### Salle 1
La salle 1 présente l'histoire de la région, depuis la Préhistoire jusqu'à la création du dème de Philédès, où se situe le sanctuaire. Les découvertes préhistoriques comprennent des pièces du Néolithique et de l'âge du bronze provenant des colonies de Pusi Kaloyeri, de la tour de Brauron, d'une colline côtière de Brauron et de la nécropole mycénienne de Laputsi. La section de l'exposition correspondant aux origines du dème de Philédès montre les caractéristiques du sanctuaire archaïque, de la nécropole de la même époque, du temple édifié au Ve siècle av. J.-C. et des monuments environnants. Des pièces du dème d'Halas Arafenides sont également exposées, provenant du temple d'Artémis Tauropole, entre autres.

### Salle 2

Reliefs de marbre
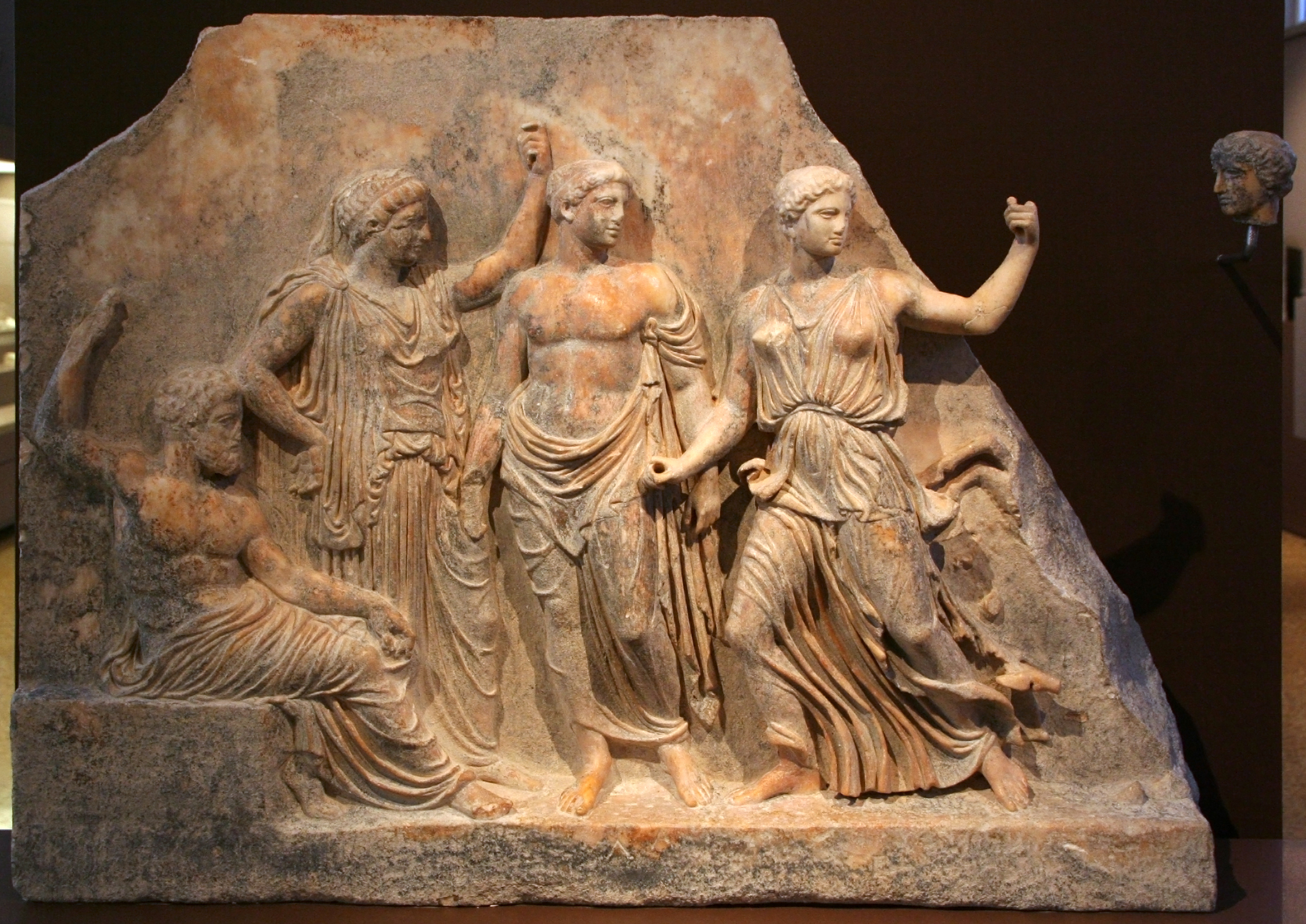
Le « relief des dieux ».
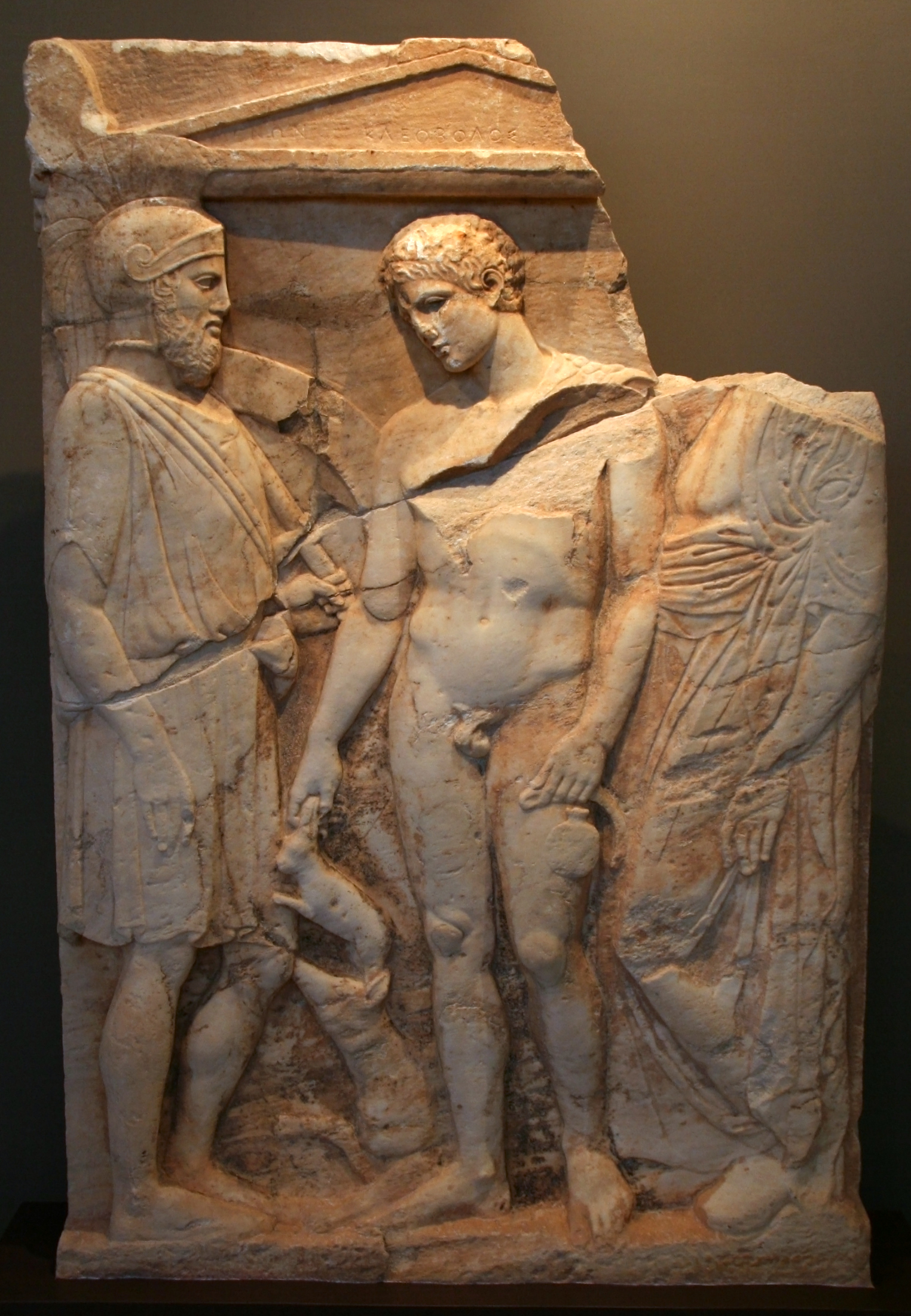
Stèle funéraire.
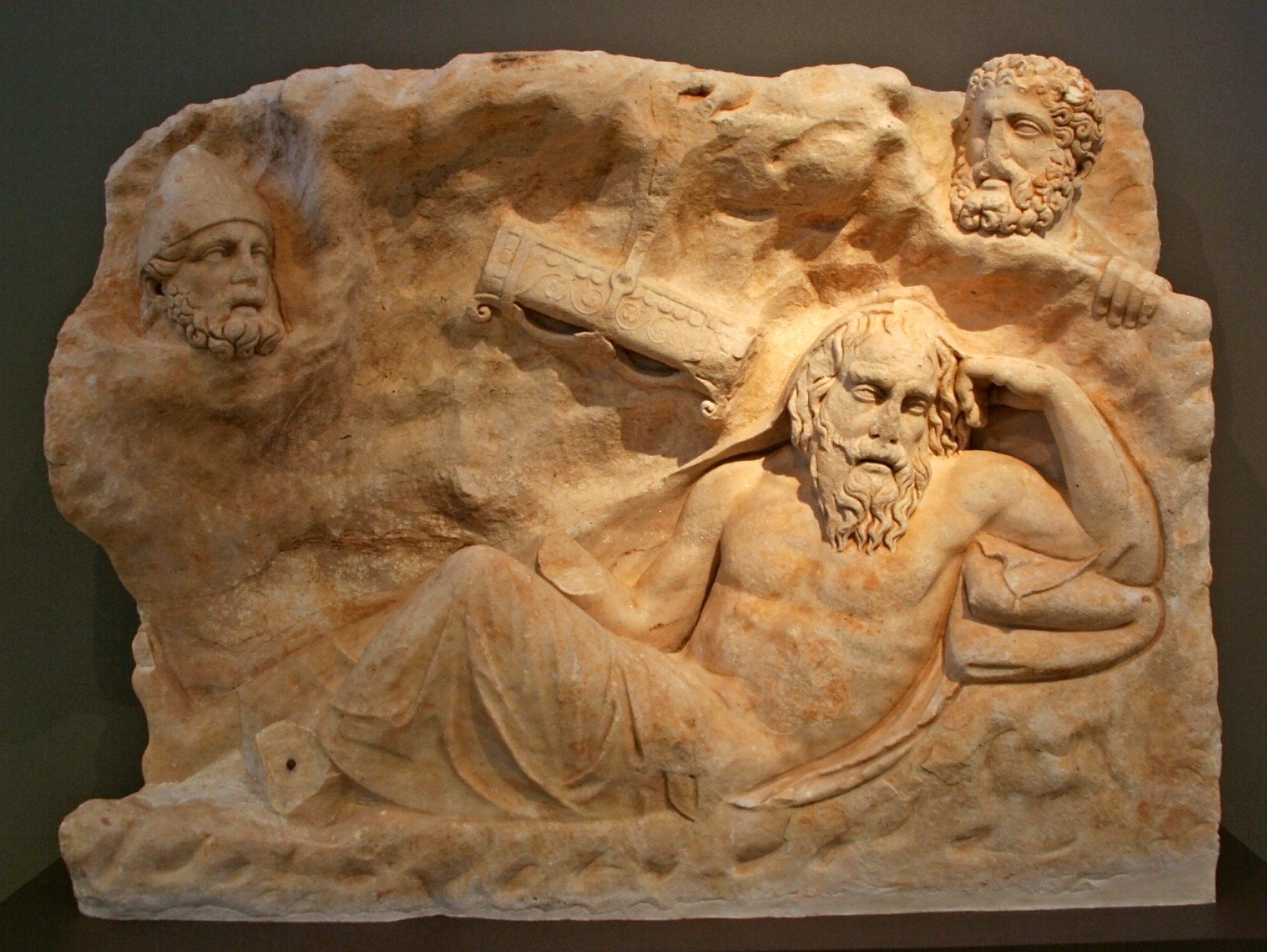
La saisie des armes de Philoctète.

La salle 2 expose des aspects spécifiques du sanctuaire d'Artémis à Brauron, ses origines et les particularités de son culte. Dans cette section, divers reliefs sont remarquables. L'un d'eux, appelé « relief des dieux », illustre le mythe de la fondation du sanctuaire. D'autres reliefs de l'époque classique représentent des processions de familles qui se rendaient au sanctuaire pour présenter leurs offrandes. Diverses statuettes votives et pièces de céramique représentent Artémis sous ses divers aspects : en tant qu'Hécate, chasseresse, protectrice des animaux et Tauropole.

Prières et offrandes des familles
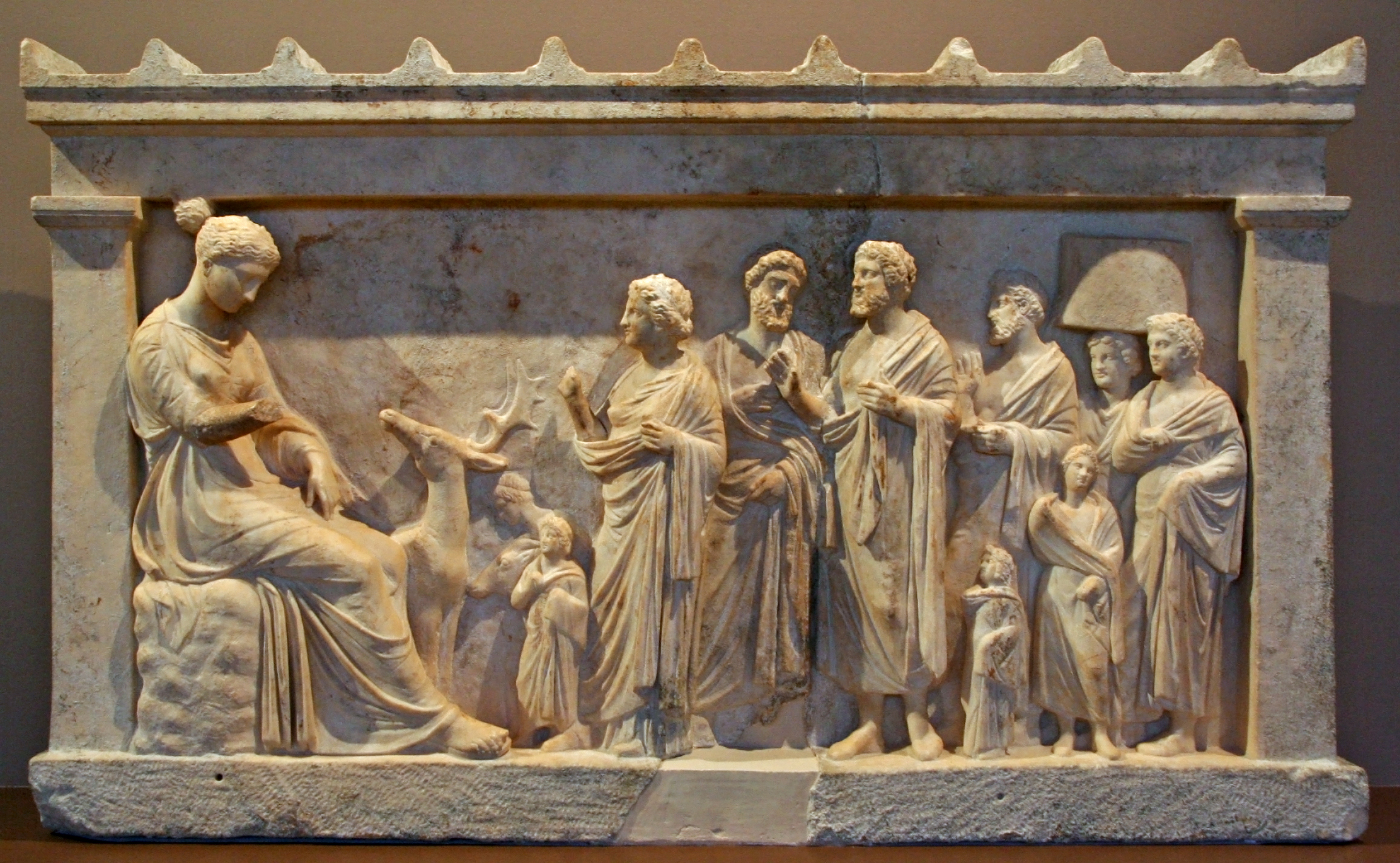
Relief votif du milieu du IVe siècle av. J.-C. : Artémis devant une famille qui vient avec un animal en sacrifice.
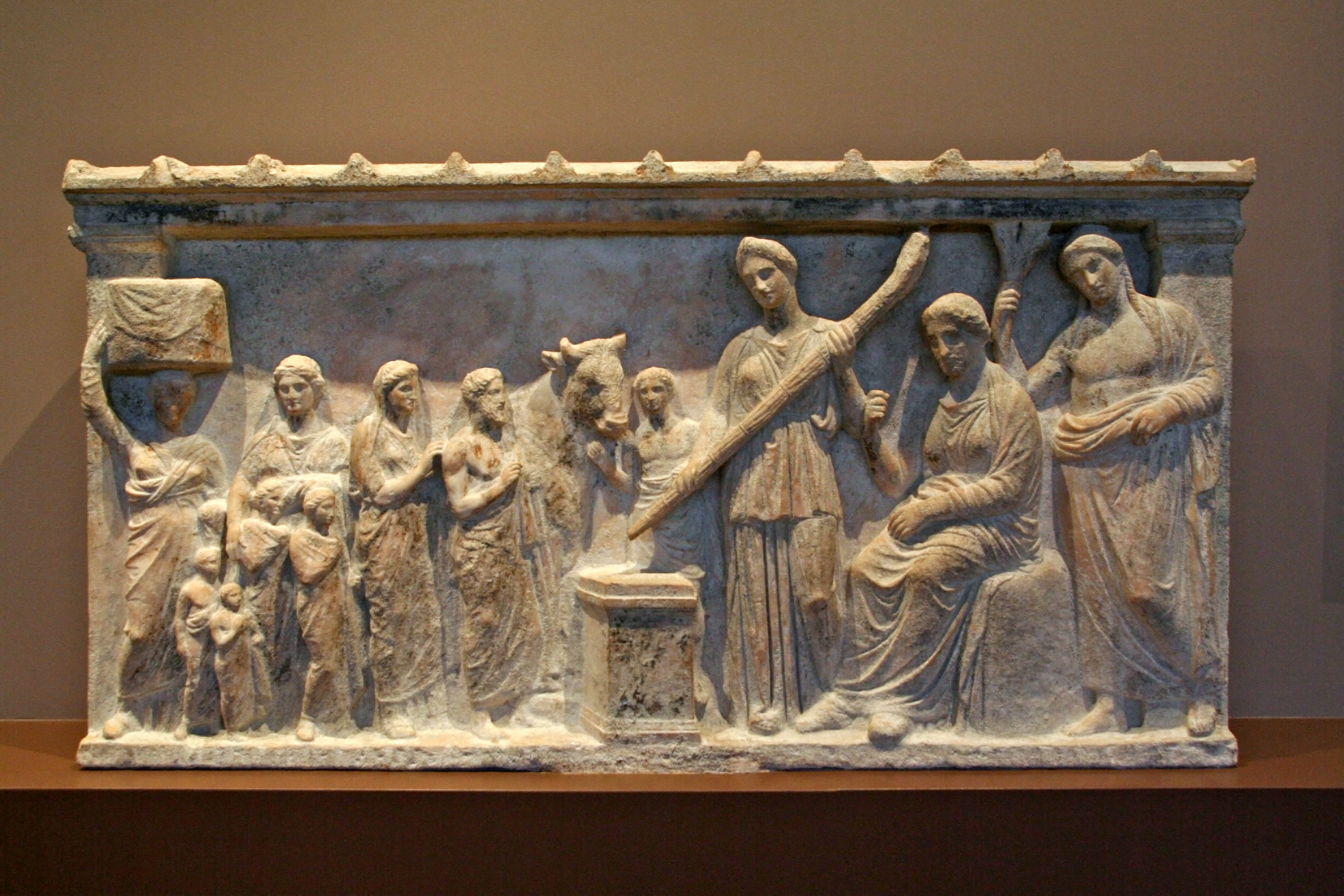
Relief votif du milieu du IVe siècle av. J.-C. : offrande d'une famille, devant Artémis, Apollon et Léto.
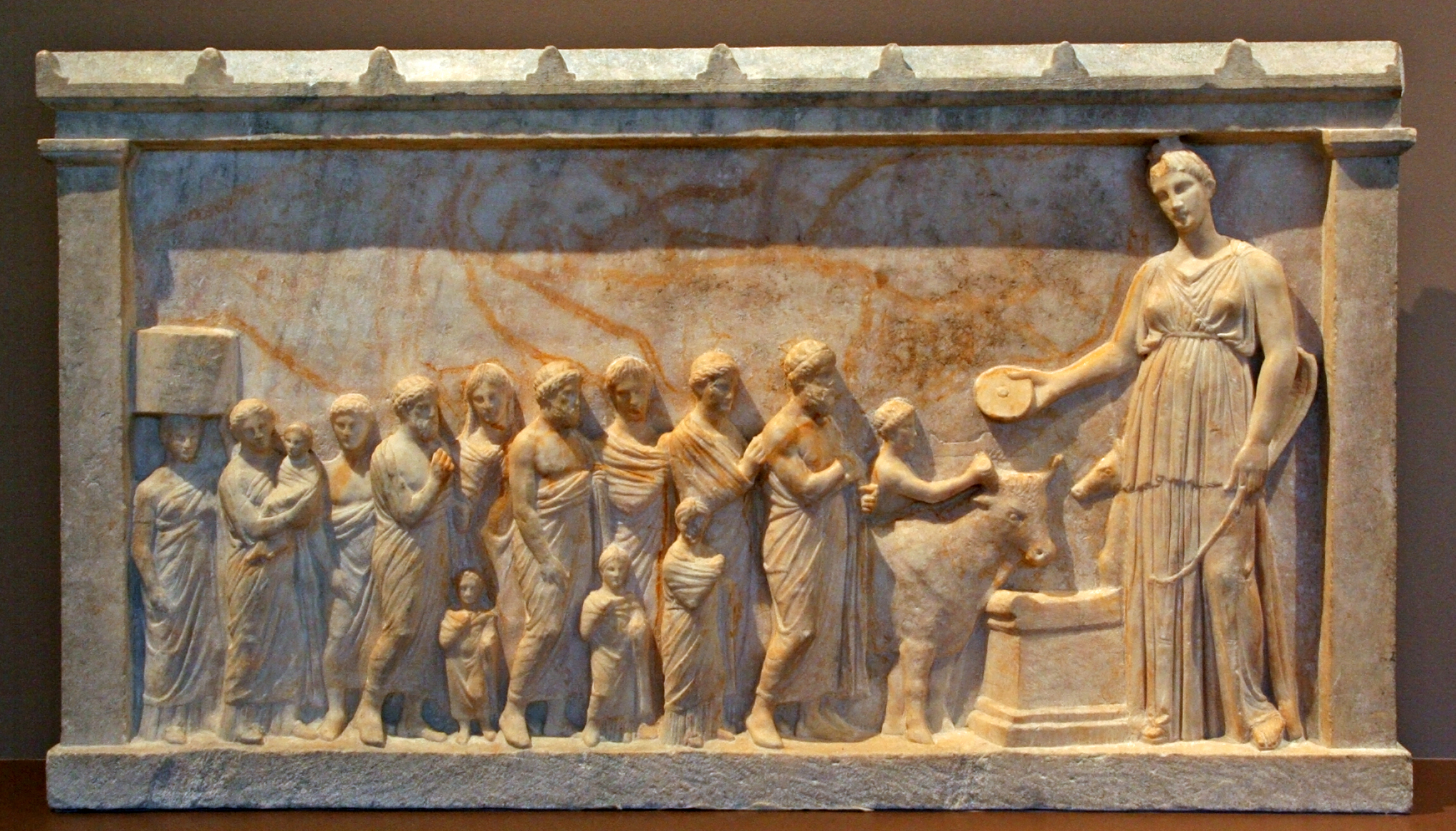
Offrandes  et sacrifices des familles.

### Salle 3
La salle 3 est consacrée à l'aspect d'Artémis en tant que divinité liée à l'accouchement et aux enfants. Des statuettes de petites filles offertes à la déesse par les parents pour demander la protection de leurs enfants y sont exposées, ainsi que des jouets présentés en offrande par les enfants. 

Reliefs votifs en marbre
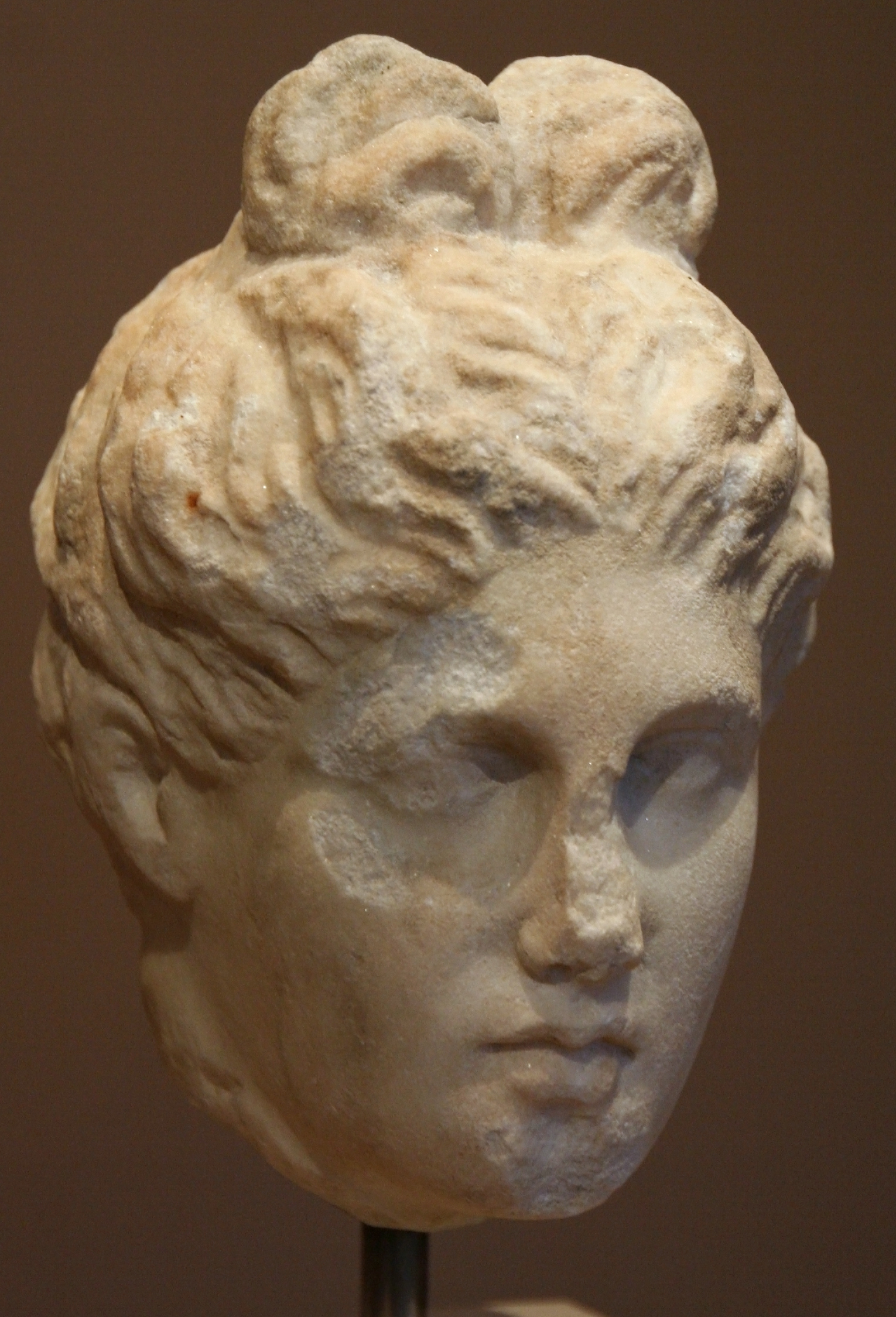
Tête d'Artémis
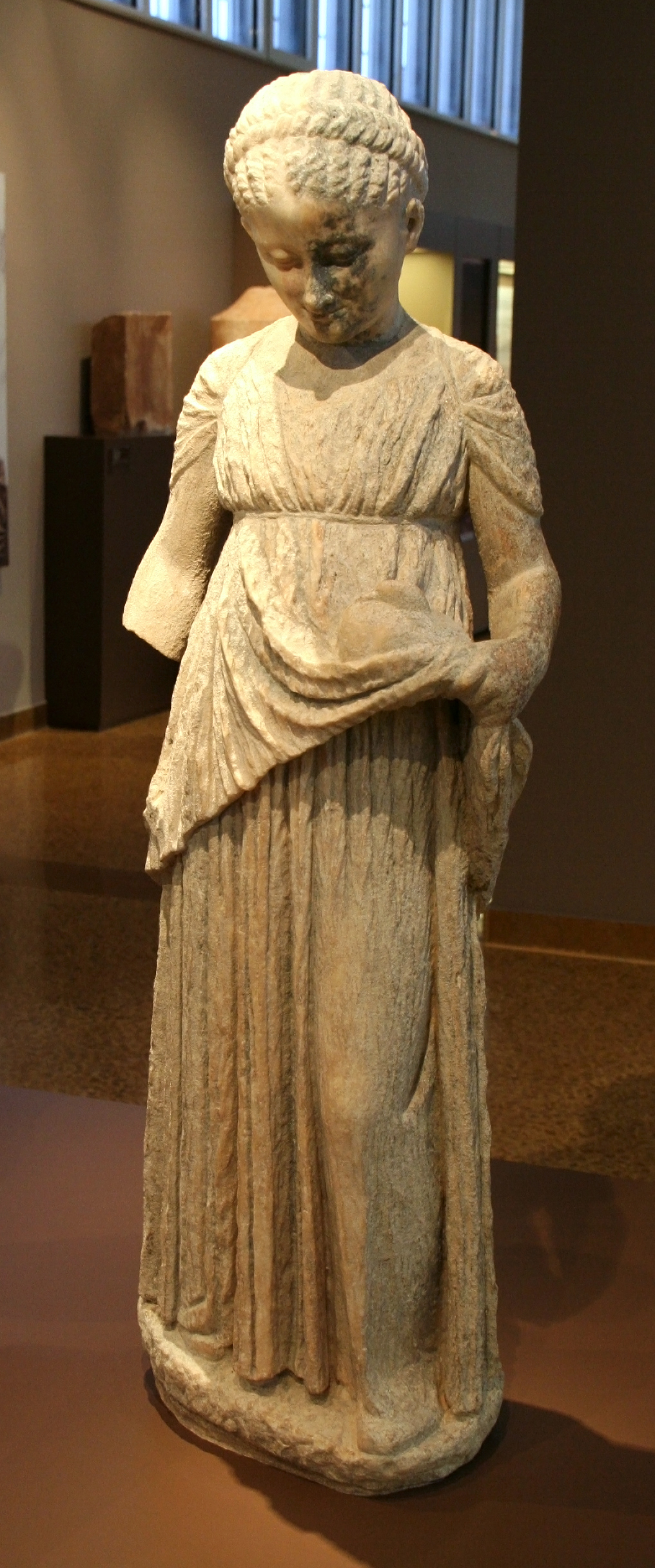
Statue d'une petite fille.
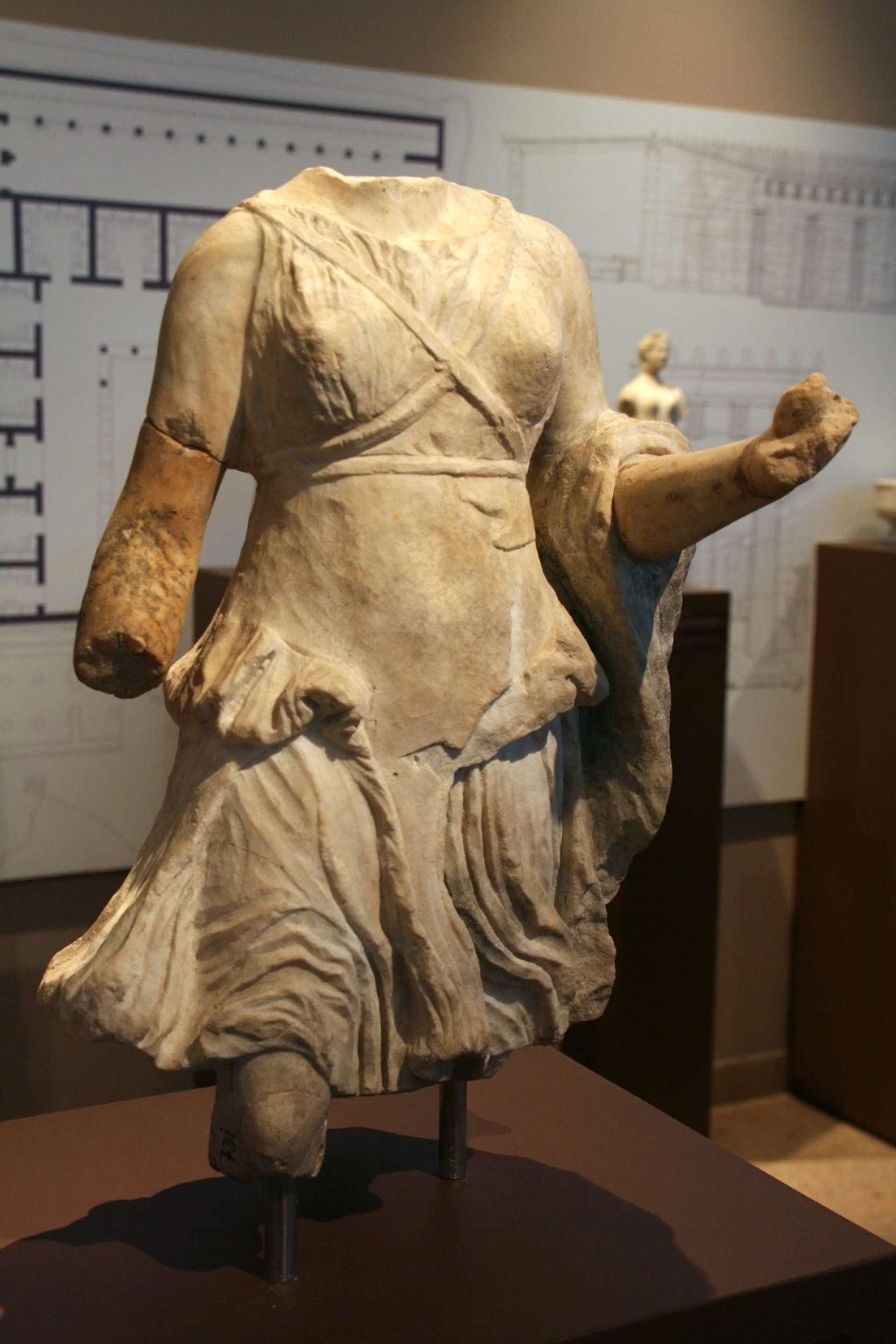
Statue d'Artémis Cynégétis
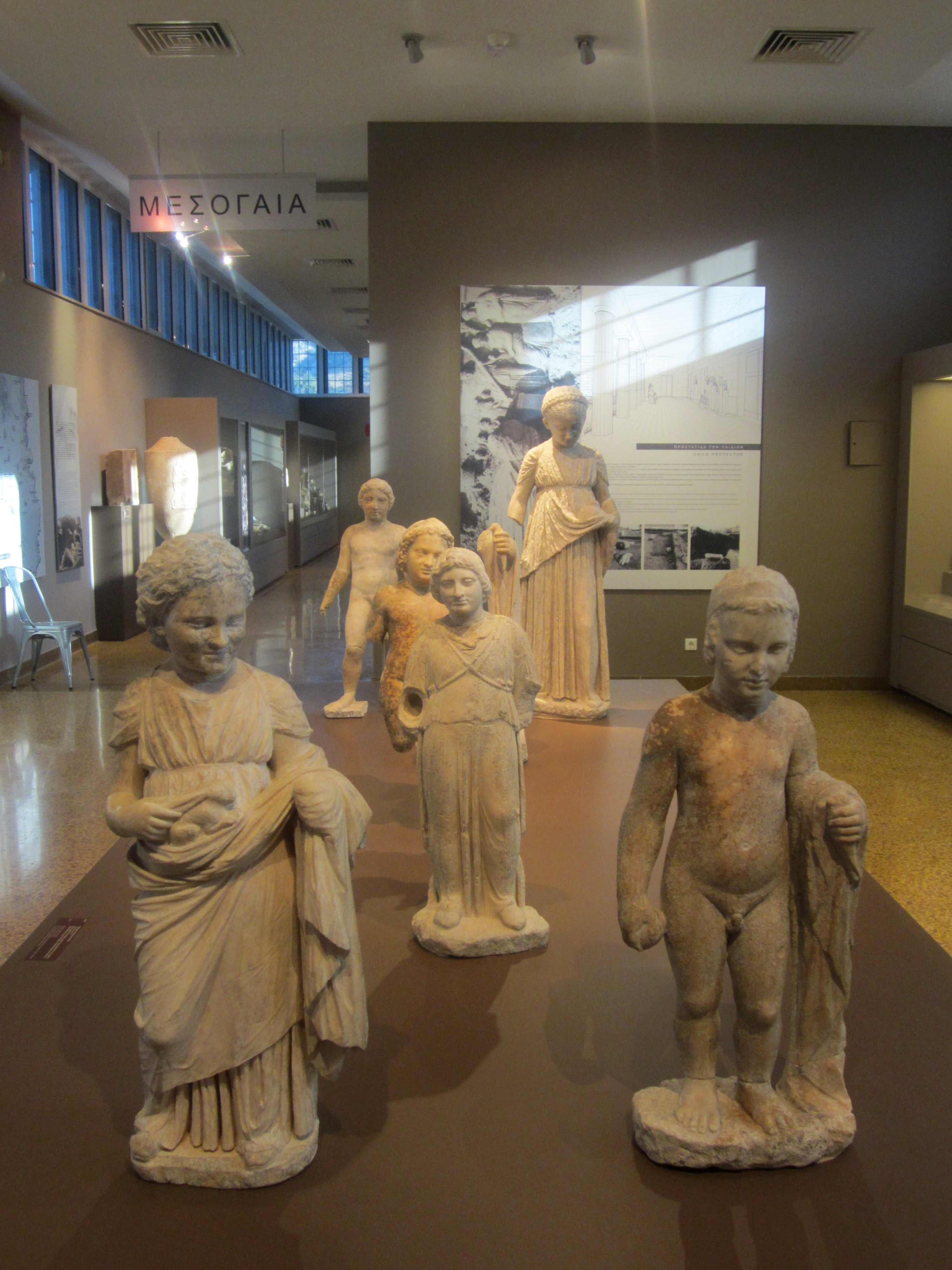
Procession des petites ourses.

### Salle 4

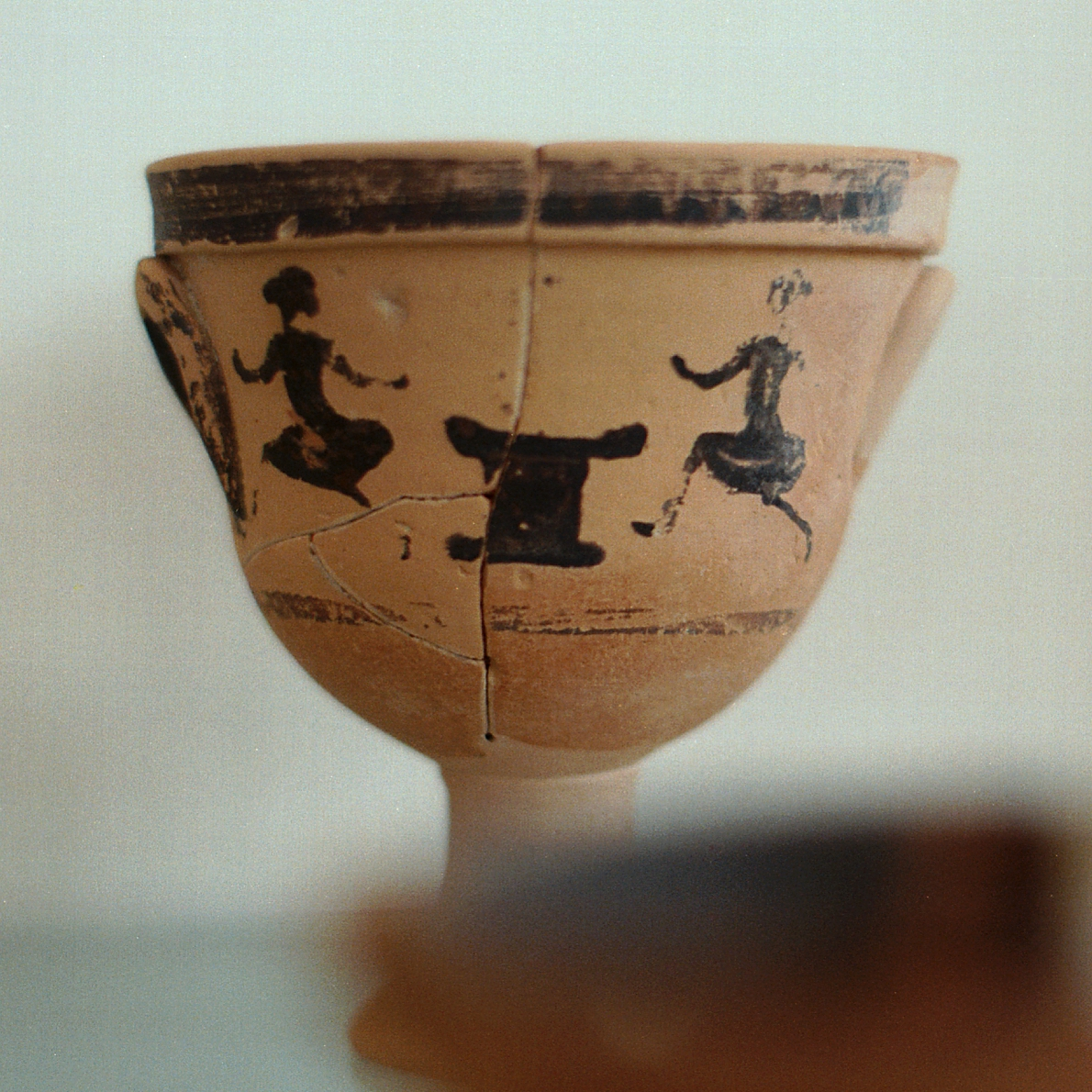
Récipient en céramique, avec des filles dansant autour de l'autel d'Artémis. Vers -500

La salle 4 est divisée en plusieurs sous-sections. L'une d'elles est dédiée aux offrandes des femmes à la déesse pour la naissance de leurs enfants ou pour leur mariage : miroirs, bijoux, récipients en céramique destinés à contenir des parfums. D'autres sous-sections montrent Artémis en tant que divinité de l'artisanat et des travaux textiles, et comme protectrice de la vie familiale, ainsi que des reliefs votifs, des statues, des objets liés aux textiles et des pièces en céramique. Dans une autre partie du musée sont exposées des offrandes en bois et un autel en marbre du IVe siècle av. J.-C. où est représentée la visite de Dionysos en tant qu'invité au sanctuaire. On y trouve aussi des figurines féminines, des poteries anthropomorphes, des objets de symposium et des lampes, certaines utilisées comme offrandes et d'autres probablement destinées à illuminer le sanctuaire.

### Salle 5
Enfin, la salle 5 est dédiée aux anciens dèmes de la région de la Mésogée, avec des artefacts provenant de Peania, Koropi, Lamptra, Oé, Myrrhinonte, de la nécropole mycénienne de Perati et d’une autre nécropole de la période géométrique située à Anavysos.